# Berke Büyüktuncel
Berke Büyüktuncel (Bursa, 2 settembre 2004) è un cestista turco.

## Carriera

### Nazionale
Nel 2021 ha disputato il Mondiale Under-19, concluso al nono posto finale.